# Entrée principale du cimetière du Père-Lachaise
L'entrée principale du Père-Lachaise est une des cinq entrées du cimetière du Père-Lachaise à Paris. Inaugurée en 1825, elle est l’œuvre de l'architecte Étienne-Hippolyte Godde.

## Historique

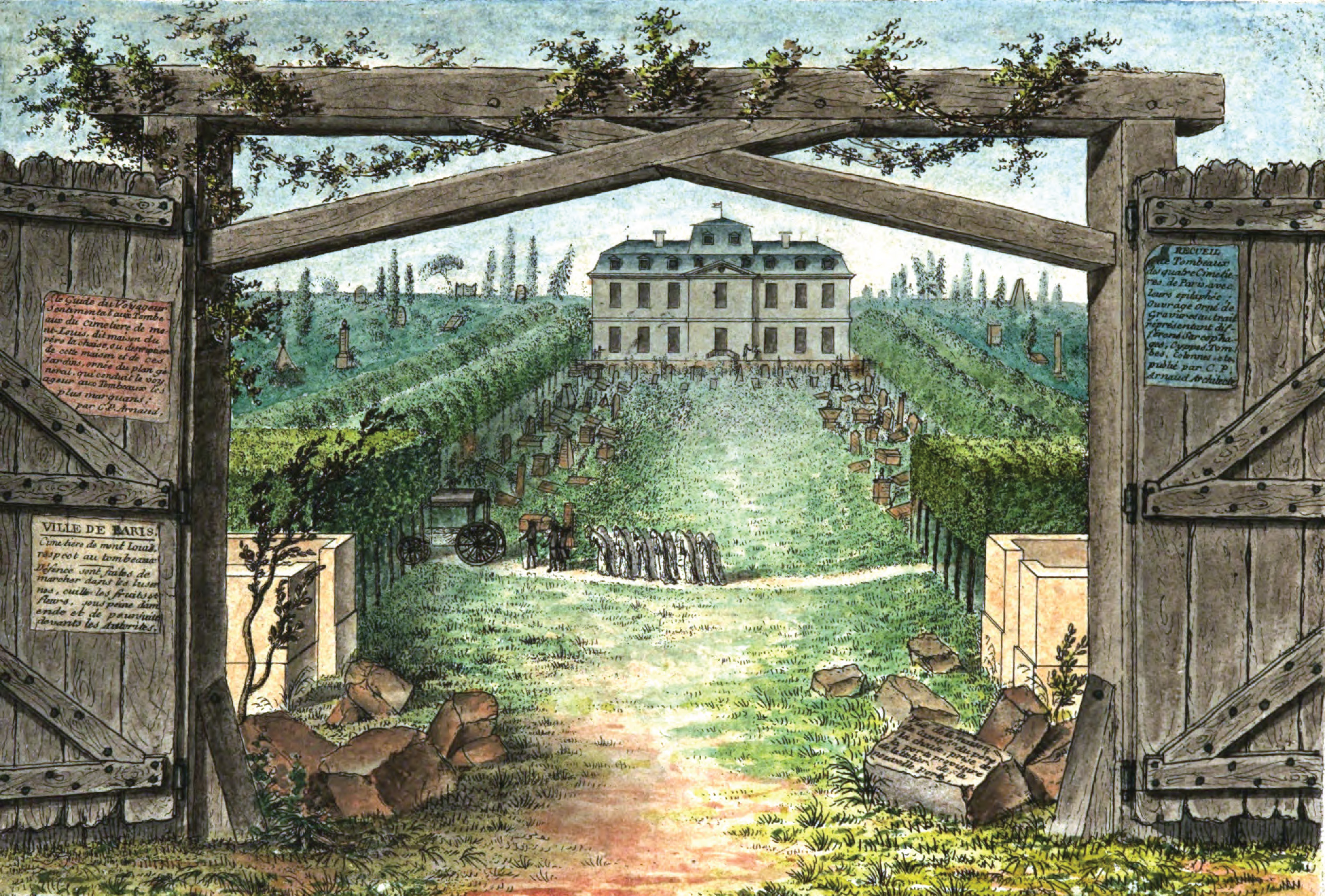
L'entrée dite « principale » en 1817.

Jusqu'à la construction de l'entrée monumentale, l'entrée se faisait par la « porte du Repos », située au 16, rue du Repos. À la place de l'entrée monumentale, se trouvait un modeste portail en bois.
L'entrée monumentale construite par Étienne-Hippolyte Godde, architecte de la ville de Paris de 1813 à 1830, est inaugurée en 1825. La « porte du Repos » devient l'entrée de service.
Le 8 décembre 1882, le conseil municipal de Paris approuve la suppression de la croix et des inscriptions religieuses.
Le portail d'entrée est classé par arrêté du 14 novembre 1983, avec la chapelle, le mur des Fédérés, le monument aux morts de Bartolomé, le monument funéraire d'Héloïse et Abélard, le monument funéraire de Molière, le monument funéraire de La Fontaine, le monument de Montanier dit Dellile, et le monument funéraire de Landry.
En 2012, la porte est restaurée. La porte de couleur blanche redevient verte.

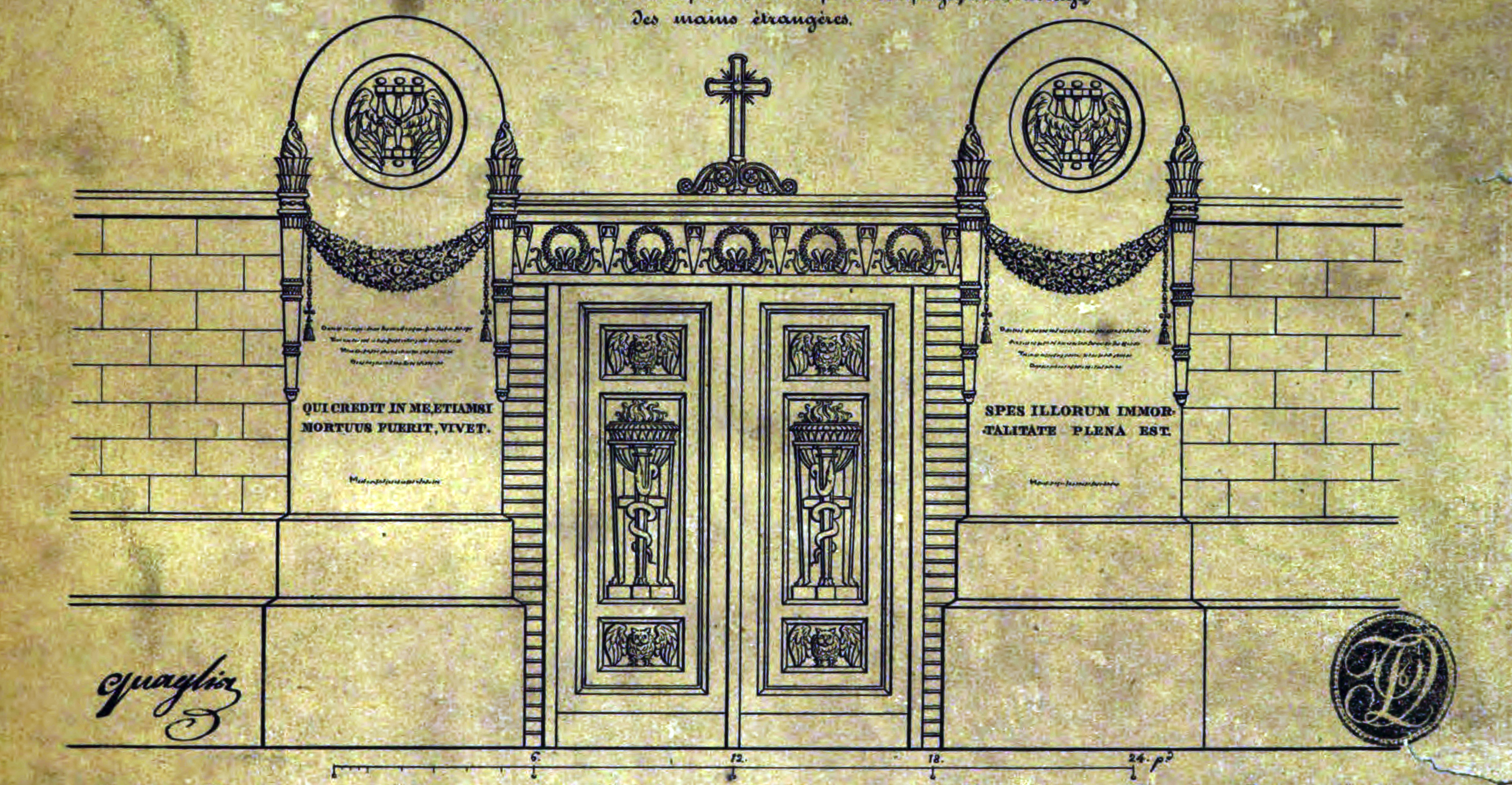
1832.
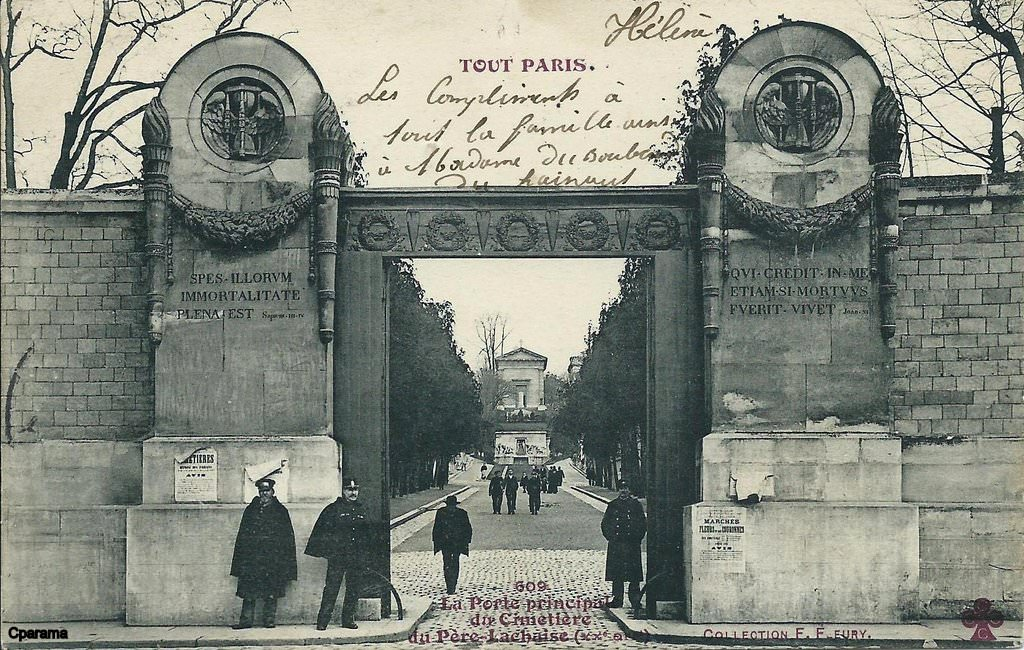
Après 1882.
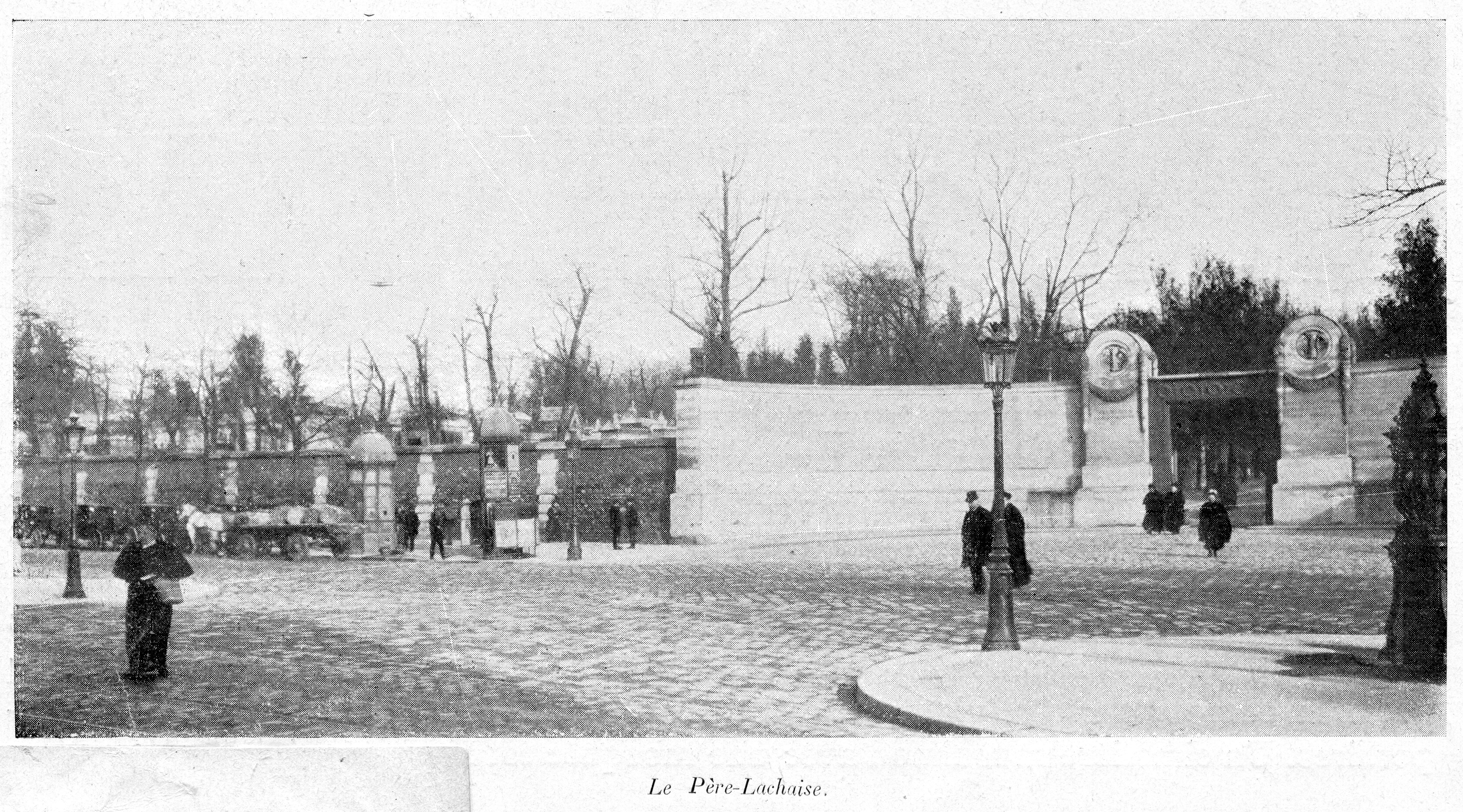
1897.
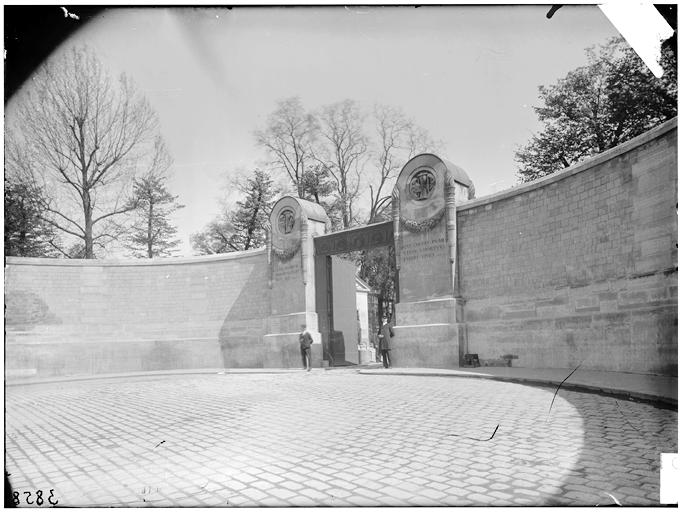
1900.

## Caractéristiques

Vue d'ensemble de la façade ouest, avant restauration.

L'entrée principale se présente sous la forme d'un portail hémicyclique monumental, à deux pylônes, de style néoclassique, conçu par l'architecte Étienne-Hippolyte Godde, et inauguré en 1825. Il est orné de sabliers ailés en médaillons, de flambeaux et de guirlandes de fleurs, et fermé par une lourde porte à deux battants. Deux sentences bibliques latines y sont inscrites :

- Sur le pylône de gauche : « Spes illorum immortalitate plena est » (« L'espérance est pleine d'immortalité », Sagesse, III, 4)
- Sur le pylône de droite : « Qui credit in me etiam si mortuus fuerit vivet » (« Celui qui croit en moi, même s'il est mort, vivra » - Jean, XI, 25)

À l'origine, les battants de la porte comportaient l'inscription : « Scio quòd redemptor meus vivit et in novissimo die de terrâ surrecturus sum » (« Je sais que mon rédempteur est vivant, et qu'au dernier jour je ressusciterai de la terre où je serai enseveli », Job, XIX, 25).
Jean-Marie-Vincent Audin critiqua ces inscriptions latines dans son ouvrage Le véritable conducteur aux Cimetières du Père La Chaise, Montmartre, Mont-Parnasse et Vaugirard de 1836 :

« Une autre mauvaise plaisanterie, faite sans réflexion, c’est d’avoir placé sur les ventaux de la porte, ces immortelles paroles du pauvre Job [...] Je sais que mon rédempteur est vivant, et qu’au dernier jour je ressusciterai de la terre où je serai enseveli. Cette inscription ne peut se lire que quand le cimetière est fermé, époque à laquelle on n’a pas l’habitude d’y venir. Quand il est ouvert, cela ne forme plus qu’une charade indéchiffrable dont la première moitié est aussi peu compréhensible que la seconde. Le mauvais goût qui a présidé à l’emplacement de cette citation, est peu en harmonie avec la finesse, l’élégance et la délicatesse qui caractérisent si bien le 19e siècle. Du reste, le coup d’œil agréable que présente le cimetière, dès la porte d’entrée, rachète un peu ce défaut de goût. »

Étienne-Hippolyte Godde a en fait repris de très près le dessin du portail de l'ancien cimetière dit « des aveugles » à Saint-Sulpice, qui était dû à l'architecte Oudot de Maclaurin (1772).

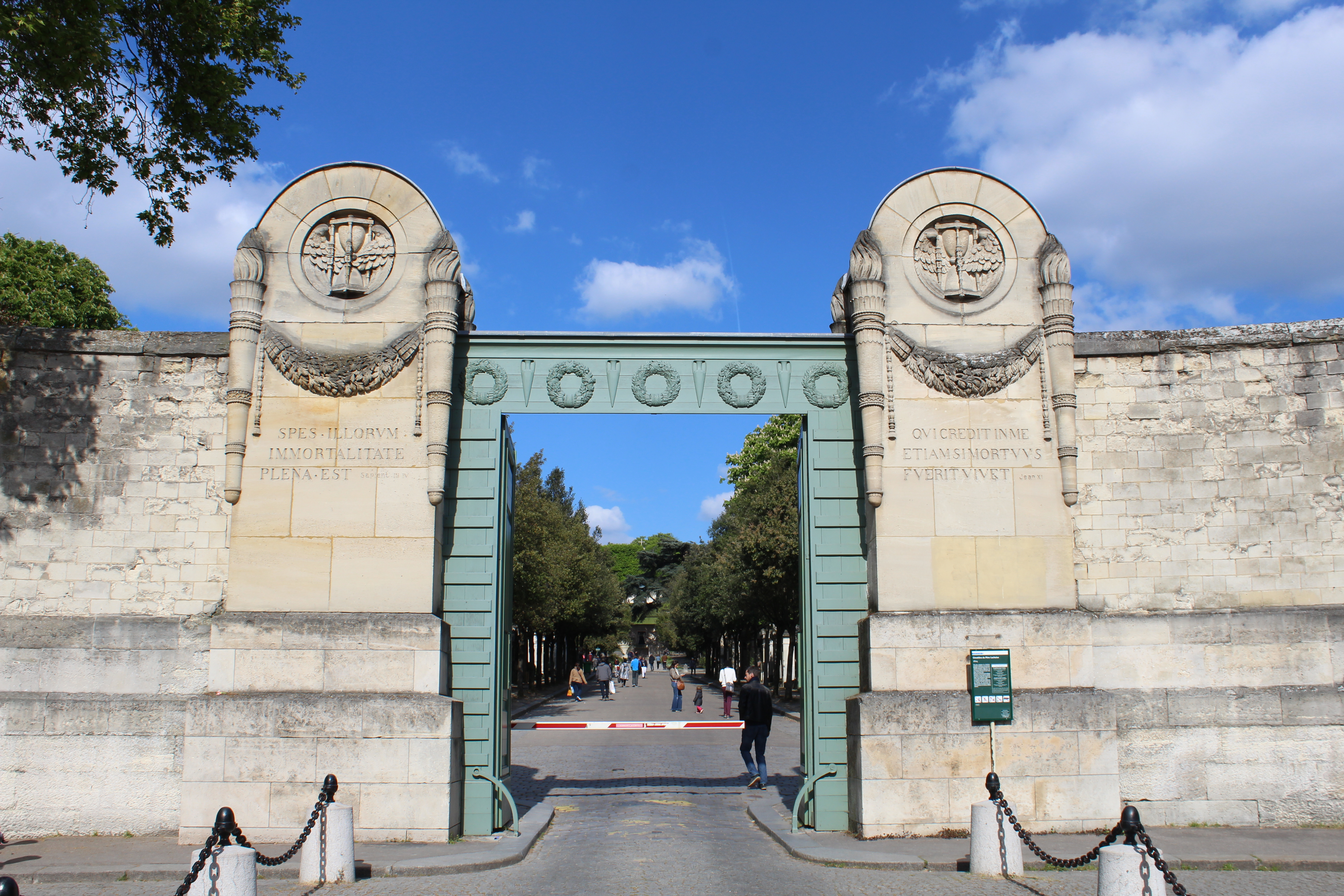
Façade est, portail ouvert.
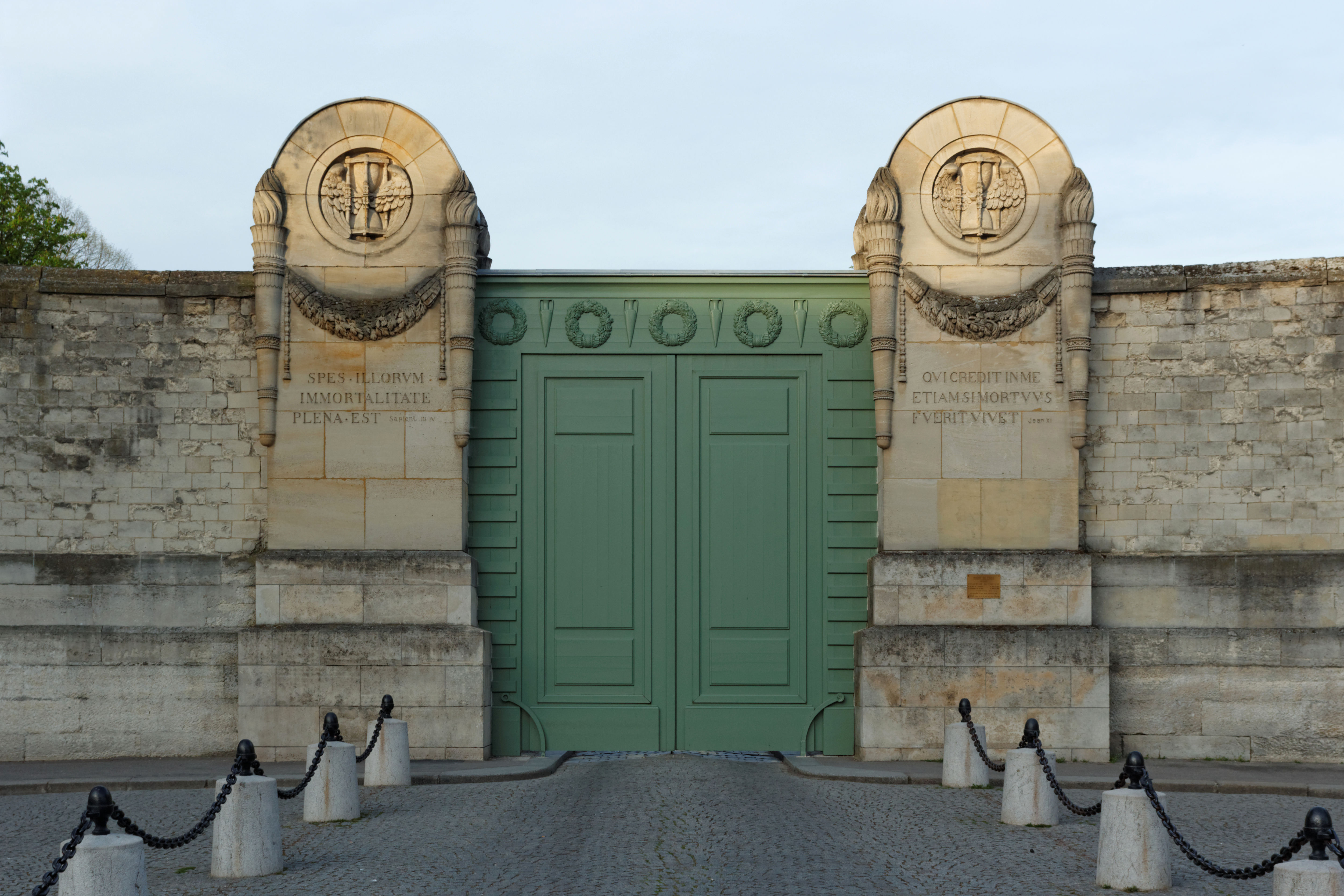
Façade est, portail fermé.
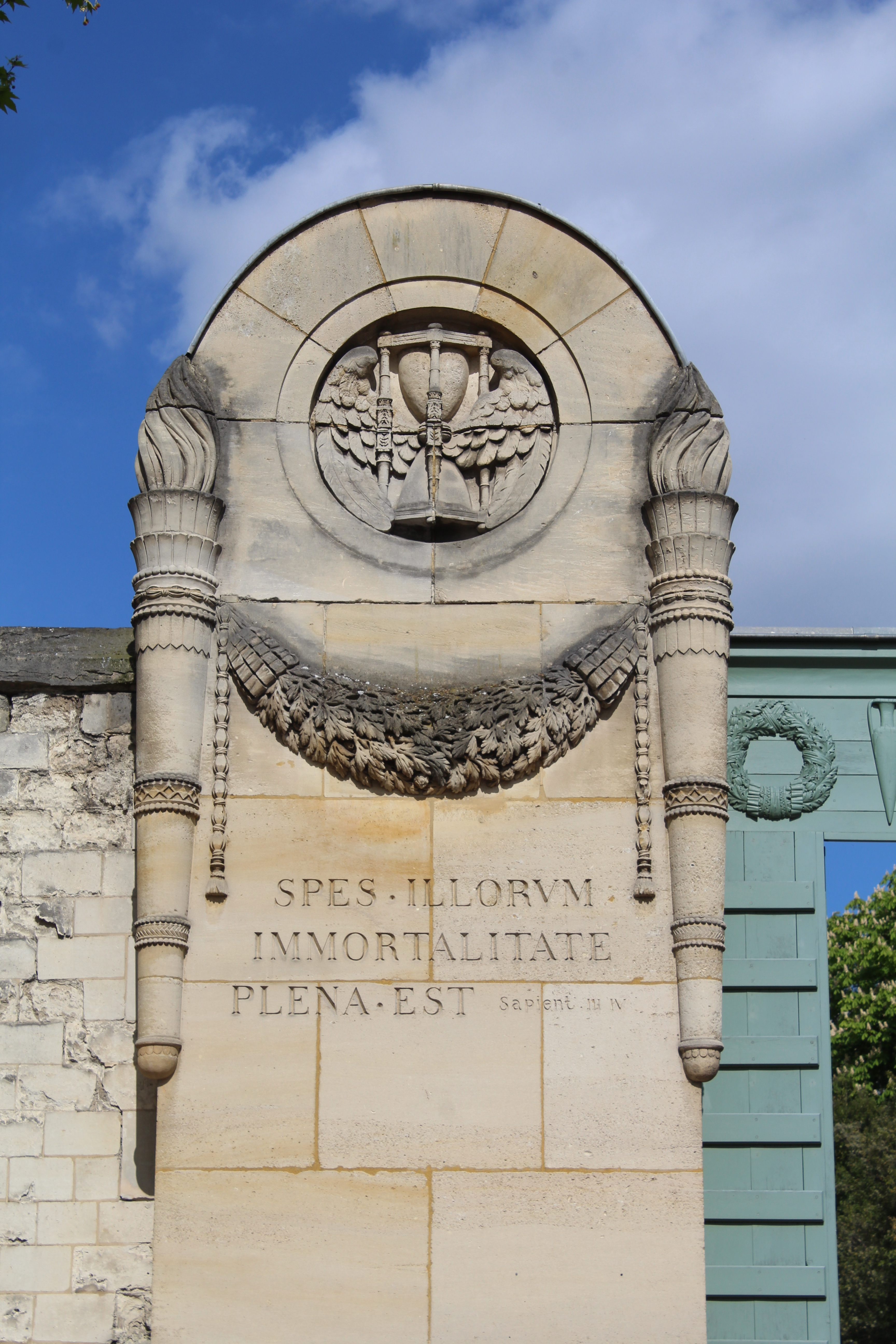
Détail de la façade est.
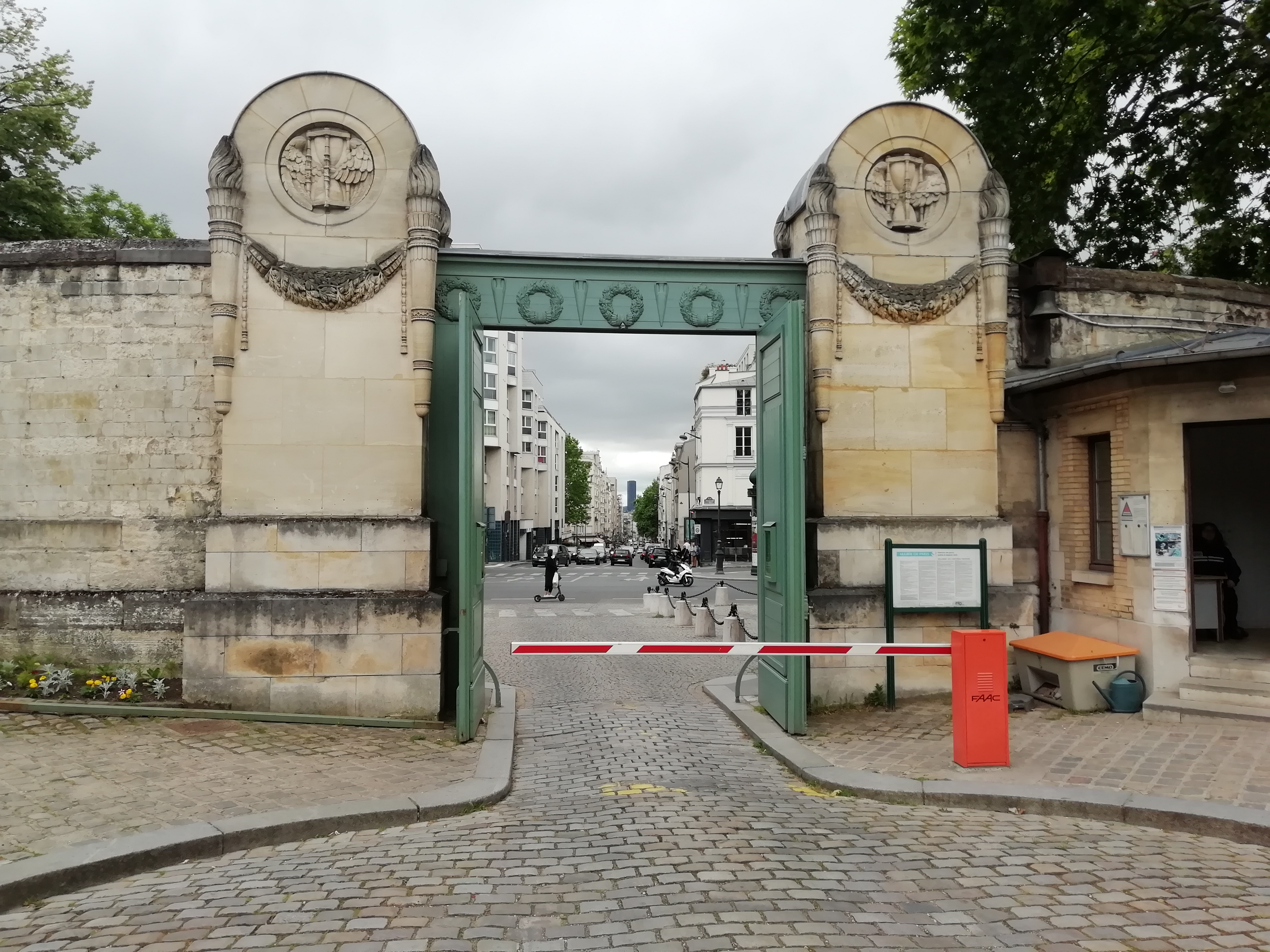
Façade ouest.

## Localisation
L'entrée dite « principale » est située boulevard de Ménilmontant dans le 20e arrondissement, face au débouché de la rue de la Roquette ; elle est desservie par la ligne 2 à la station Philippe Auguste. Cette entrée n'a pas de numéro de rue.